# Чилі на літніх Олімпійських іграх 1896
Чилі вперше брало участь на літніх Олімпійських іграх 1896 і було представлене одним легкоатлетом Луїсом Суберкасіуксом. Однак він не отримав жодної медалі і не згадується в офіційному звіті Ігор.

## Результати змагань

### Легка атлетика
| Змагання   | Спортсмен         | Попередній раунд | Попередній раунд | Фінал      | Фінал      |
| Змагання   | Спортсмен         | Результат        | Місце            | Результат  | Місце      |
| ---------- | ----------------- | ---------------- | ---------------- | ---------- | ---------- |
| 100 метрів | Луїс Суберкасіукс | ?                | ?                | не пройшов | не пройшов |
| 400 метрів | Луїс Суберкасіукс | ?                | ?                | не пройшов | не пройшов |
| 800 метрів | Луїс Суберкасіукс | ?                | ?                | не пройшов | не пройшов |